# 5684 (année hébraïque)
5684 (hébreu : ה'תרפ"ד , abbr. : תרפ"ד) est une année hébraïque qui a commencé à la veille au soir du 11 septembre 1923 et s'est finie le 28 septembre 1924. Cette année a compté 384 jours. Ce fut une année embolismique dans le cycle métonique, avec deux mois de Adar - Adar I et Adar II. Ce fut une année de chemitta.

## Calendrier
Ce calendrier hébraïque de l'année 5684 donne les correspondances avec les dates du calendrier grégorien.
Le premier nombre dans chaque case correspond au jour du mois hébraïque. Les jours en couleurs sont des jours remarquables juifs .
| ◄◄ | 5684 | ►► |

## Naissances
- Haim Gouri
- Menachem Elon

## Décès
- Woodrow Wilson
- Nahman Sirkin

5679 - 5680 - 5681 - 5682 - 5683 - 5684 - 5685 - 5686 - 5687 - 5688 - 5689